# کتیبه (شعر)
کتیبه یکی از مشهورترین شعرهای مهدی اخوان ثالث (م. امید) است.

## فیلم
فریبرز صالح فیلمِ کوتاهی به همین نام بر اساسِ این شعر ساخته است.